# 洛里奥勒迪孔塔
洛里奥勒迪孔塔（法語：Loriol-du-Comtat，法語發音：[lɔʁjɔl dy kɔ̃ta]）是法国普罗旺斯-阿尔卑斯-蓝色海岸大区沃克吕兹省的一个市镇，属于卡庞特拉区。

## 地理
洛里奥勒迪孔塔（44°4'35"N, 5°0'2"E）面积11.29 平方千米，位于法国普罗旺斯-阿尔卑斯-蓝色海岸大区沃克吕兹省，该省份为法国东南部内陆省份，北起德龙省，西北接阿尔代什省，西接加尔省，南至罗讷河口省，东南角与瓦尔省接壤，东临上普罗旺斯阿尔卑斯省。
与洛里奥勒迪孔塔接壤的市镇（或旧市镇、城区）包括：萨里扬、蒙特、卡庞特拉、欧比尼昂。

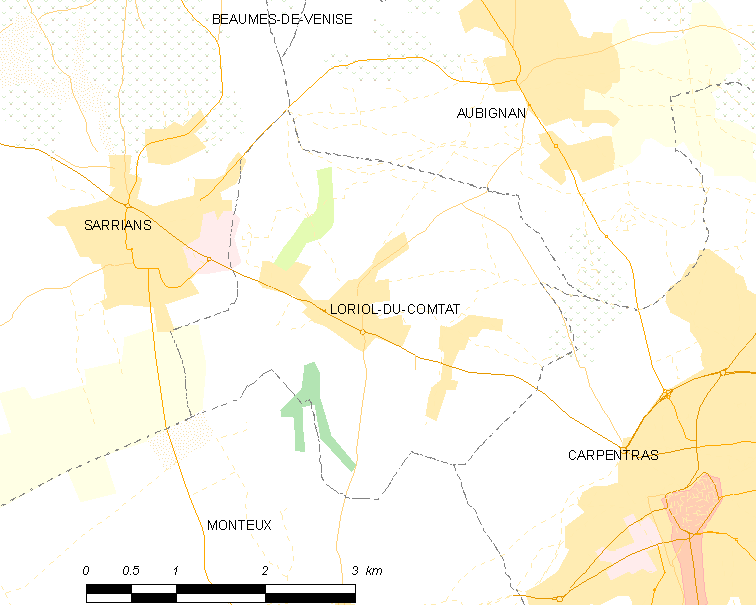
洛里奥勒迪孔塔的OSM定位图

洛里奥勒迪孔塔的时区为UTC+01:00、UTC+02:00（夏令时）。

## 行政
洛里奥勒迪孔塔的邮政编码为84870，INSEE市镇编码为84067。

## 政治
洛里奥勒迪孔塔所属的省级选区为卡庞特拉县。

## 人口

1962-2008年间洛里奥勒迪孔塔人口变化图示

洛里奥勒迪孔塔于2022年1月1日时的人口数量为2481人。